# 라훌 간디
라훌 간디 (Rahul Gandhi, 1970년 6월 19일~ )는 인도의 정치인이다.

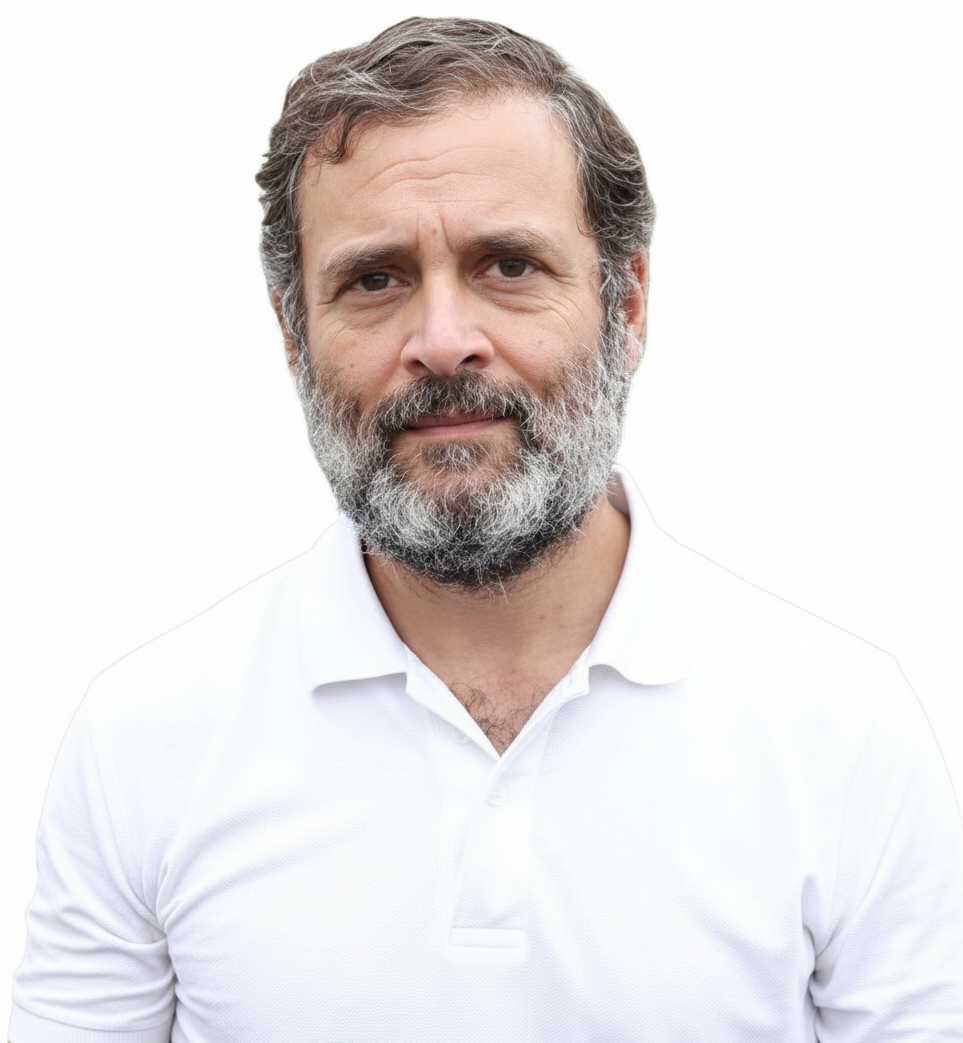
라훌 간디 (2024)

그는 라지브 간디의 장남이며 자와할랄 네루와 그의 아내 카말라 카울의 증손자이고 인디라 간디와 그녀의 남편 페로제 간디의 손자이다.
뉴델리 출생. 인도의 초대총리 네루 집안의 정치 세력을 현재까지도 이어오고 있다. 네루 집안의 인물로는 인도 초대 총리였던 증조 할아버지 자와할랄 네루, 할머니 인디라 간디 총리, 아버지 라지브 간디 총리 그리고 인도 국민 회의(Indian National Congress)의 의장을 맡았던 어머니 소냐 간디가 있다.